# Curt Querner
Curt Querner (ur. 7 kwietnia 1904 w Börnchen koło Freital, zm. 10 marca 1976 w Kreischa) – malarz niemiecki zaliczany do kierunku Nowej Rzeczowości.
Po nauce zawodu ślusarza i ukończeniu szkoły zawodowej w Freital pracował jako ślusarz narzędziowy w fabrykach w Glashütte, Freital i Bannewitz. W roku 1926 zamieszkał w Dreźnie i rozpoczął studia na Akademii Sztuk Pięknych w Dreźnie m.in. u Otto Dixa, utrzymując się z pracy w wytwórni lin. W latach 1928, 1929, 1933 i 1936 odbył wędrówki piesze po południowych Niemczech i Austrii. Po ukończeniu studiów 1930 przyłączył się do grupy artystycznej „Asocjacja rewolucyjnych artystów plastyków (Asso)” i został członkiem Komunistycznej Partii Niemiec, z której wystąpił po kilku latach. Swoje lewicowe poglądy wyrażał Querner w tematyce obrazów, przedstawiających robotników w pracy i uczestniczących w manifestacjach, jak wie „Demonstracja“ (1930) lub „Agitator“ (1931). Utrzymywał się ze sprzedaży wyrobów powroźniczych. W roku 1933 poślubił Reginę Dodel i został ojcem córki Yvonne. W tym samym roku wystawił swoje obrazy w drezdeńskiej galerii Kühl.
W latach 1932–1937 żył z zasiłku dla bezrobotnych, ale nadal zajmował się malarstwem. Malował portrety, akty i krajobrazy. Przeważnie malował akwarelą. Dopiero w ostatnich latach życia zaczął malować farbami olejnymi.
W roku 1940 został powołany do służby wojskowej, w roku 1943 został wysłany do Norwegii, w latach 1945-1947 przebywał we francuskiej niewoli. Po wojnie zamieszkał w Börnchen, gdyż mieszkanie w Dreźnie zostało zbombardowane. W latach 1949–1953 pracował jako nauczyciel rysunku w szkole w Dippoldiswalde. Odmówił przystąpienia do Socjalistycznej Partii Jedności Niemiec. W latach 1949–1955 zajmował się również malarstwem ściennym, m.in. w Politechnice Drezdeńskiej.
W roku 1971 otrzymał nagrodę im. Käthe Kollwitz, w roku 1972 Nagrodę Państwową NRD.